# ルドルフとイッパイアッテナ
『ルドルフとイッパイアッテナ』は、斉藤洋の児童文学作品。1986年度の講談社児童文学新人賞入選作で、1987年に講談社から出版された。挿絵は杉浦範茂。以降、シリーズ作品が全5冊刊行された。
1991年にNHK教育テレビ『母と子のテレビ絵本』で堀口忠彦の絵、毒蝮三太夫の語りで放映され、2016年に劇場アニメ作品が制作された。

## あらすじ
飼い猫のルドルフは、魚屋から逃げてうっかり長距離トラックに乗ってしまい、知らない大都市へ運ばれてしまう。
途方に暮れているところで現地の野良猫の親分に出会う。ルドルフが親分に名前を訊ねると、「おれの名前はいっぱいあってな……。」との答えが返ってきた。しかしルドルフは親分の名前が「イッパイアッテナ」であると勘違いしてしまう。
そこから、ルドルフと「イッパイアッテナ」の生活が始まった。
ルドルフは自分がここに来たいきさつをイッパイアッテナに説明する。
それを聞いたイッパイアッテナは、ここが東京の江戸川で、もといた町がどこなのかわからないと帰りたくても帰ることができないとルドルフに話す。
イッパイアッテナは、休日の小学校にしのびこみ、ルドルフに字の読み書きを教える。
練習は毎日のようにあり、7月の半ばには、ルドルフはひらがなとカタカナの読み書きができるようになった。
8月の半ば、ルドルフは、クマ先生が見ていた甲子園の試合中継で、自分が住んでいた町が岐阜であることを知る。
日本地図と乗り物図鑑を見たルドルフは、東海道新幹線で岐阜に帰れないかとイッパイアッテナに提案するが、それは現実的ではないと聞かされる。

9月の台風の日、ルドルフとイッパイアッテナは、岐阜行きのバス旅行のポスターを見つけた。しかし、肝心の情報が書かれている下半分が見つからない。
金物屋の飼い猫・ブッチーにこのポスターについて尋ねると、商店街のバス旅行について聞いたことはあるが、このポスターと同じものはまだ貼り出されていないという。
数日後、ポスターが貼り出される。出発の日時は11月2日の午前6時半である。
出発する前日、ブルドッグのデビルと喧嘩してイッパイアッテナが重傷を負う。
ルドルフはクマ先生をイッパイアッテナのところに誘導し、クマ先生はイッパイアッテナを動物病院につれていく。
ブッチーに事情を聞くと、出発前日のルドルフに肉をごちそうしたいイッパイアッテナが、どこかで肉が手に入らないかとブッチーに聞いた。ブッチーは、デビルに頼んで食べ残しの肉を分けてもらうことにした。
イッパイアッテナとブッチーがデビルの家に行ったところ、デビルはイッパイアッテナをからかい、肉をやる代わりに腹ばいでのダンスをすることを要求した。
すると、デビルは腹ばいになっていたイッパイアッテナに噛みつき、隣の空き地に投げ飛ばしたという。
翌日、ルドルフは、イッパイアッテナの仇をうつために、ブッチーとともにデビルのところに行く。
2匹は協力して、追ってきたデビルを庭の池に落とす。
ルドルフは、猫に手を出さないことを約束させてデビルを助ける。
その後、ルドルフがブッチーに明かしたのは、イッパイアッテナが怪我をしたときから岐阜に帰るつもりがなくなったことだった。

## キャラクター
ルドルフ
主人公の黒猫。小学生のリエちゃんに飼われていたが、魚屋から逃げる途中でトラックに誤って乗り、魚屋の攻撃で気絶して、東京の江戸川まで来た。イッパイアッテナと出会い世話になりながら、リエちゃんの元に帰る方法を模索する。
自分の町の名前を知らず、帰る方法も分からずにいたが、甲子園に出場した「県立岐阜商業高校」の地元紹介で岐阜市の映像がテレビに流れ、自分がいた場所が岐阜市であると知った。
イッパイアッテナに習い、小学校に忍び込み文字の読み書きを学ぶ。名前の由来はハプスブルク家のルドルフ1世。
イッパイアッテナ
ルドルフが東京で出会った虎猫。以前は飼い猫だったが、飼い主の日野さんがアメリカへ引っ越して野良猫になる。現在は神社に住みながら様々な人間から餌をもらって生きている。
元の飼い主が面白がって教えたため、日本語の読み書きができる。
飼い猫だった時の呼び名は「タイガー」だが、野良猫になってからは、猫達は「ステトラ」、警察官は「ドロ」、魚屋は「デカ」、学校の給食室のおばさん・クマ先生は「ボス」、おばあちゃんは「トラ」と様々な名前で呼ばれており、初対面のルドルフに「俺の名前はいっぱいあってな……」と語り「イッパイアッテナ」という名前と勘違いされ、以後ルドルフから呼ばれる。
ブッチー
ルドルフやイッパイアッテナと親しく、商店街にある金物屋の飼い猫で、ルドルフより少し年上である。
デビル
近所の猫たちの間で凶暴な犬として知られているブルドッグ。イッパイアッテナのことを憎んでおり、イッパイアッテナの肩に咬みついて重傷を負わせる。
クマ先生
本名は内田先生。小学校の教師で絵も描いている。給食のおばさんと話しているところにイッパイアッテナが来たため、イッパイアッテナと親しくなった。デビルに襲われたイッパイアッテナを獣医に連れて行く。
給食のおばさん
給食の調理員で、二人のうち一人はルドルフのことを「縁起が悪い」という。
おばあさん
ルドルフが魔女と間違えたおばあさんで、ルドルフとイッパイアッテナにたびたび餌を与える。

## その他
- あとがきによると、本作は「ルドルフがゴミ捨て場のインクを使い自分で書いたものを、斉藤が肩代わりして出版した」という設定である。
- 作者の斉藤洋が後に執筆した自伝『童話作家はいかが』によると、本作の舞台は斉藤が育った江戸川区北小岩の京成線北側区域である[1]。母と子のテレビ絵本内で放映されたアニメでは、ルドルフ達がよく行く商店街の名前が『ちよだ通り商店街』とされているが、北小岩と隣接する葛飾区鎌倉に『千代田通商店会』が存在する。続編のルドルフといくねこくるねこで電車で浅草へ行く描写で、「浅草方面へ行く地下鉄直通の電車」に乗車していることからもルドルフたちの舞台の最寄駅が京成線の駅であるとうかがえる。
- ルドルフが岐阜の話をしたときに出てくる「赤い市電」は、2005年に廃止された名鉄岐阜市内線である。発表当時は名鉄の路面電車は赤色の塗色が主流だった。
- ルドルフが自分の故郷を岐阜市と知るきっかけの岐阜商業高校は、作品が出版された1986年と1987年に、実際に甲子園へ出場している。
- 演劇脚本としても人気があり、全国の地方劇団で長年演じ続けられている。

## 書籍
- ルドルフとイッパイアッテナ（1987年、講談社）ISBN 978-4-06-133505-9
  - ルドルフとイッパイアッテナ（2016年、講談社文庫）ISBN 978-4-06-293400-8
- ルドルフとイッパイアッテナ 映画ノベライズ（2016年、講談社青い鳥文庫、原作：斉藤洋、脚本：加藤陽一、文：桜木日向）ISBN  978-4-06-285553-2

## ビデオ作品
- ルドルフとイッパイアッテナ(1)（1991/1/21、ポニーキャニオン）
- ルドルフとイッパイアッテナ(2)（1991/1/21、ポニーキャニオン）
母と子のテレビ絵本（現：てれび絵本）で放送したアニメを収録したVHS作品。

## 劇場アニメ
同名タイトルの3DCGアニメ映画が、2016年8月6日に公開され、観客動員数は120万人、興行収入は14億6000万円である。

### 声の出演
- ルドルフ - 井上真央[2]
- イッパイアッテナ - 鈴木亮平[2]
- クマ先生 - 大塚明夫[8]
- ミーシャ - 水樹奈々[8]
- ルドルフの弟 - 寺崎裕香[8]
- リエちゃん - 佐々木りお[8]
- ブッチー - 八嶋智人[4]
- デビル - 古田新太[4]
- ダンプトラックの運転手 - 毒蝮三太夫[9]
- 日野さん - 川島得愛[8]
- 隣のうちの猫 - 甲斐田裕子[8]
- ギブ、テイク便の運転手 - 佐藤健輔[8]
- 布団干しのおばさん - 鷄冠井美智子[8]
- トラックの運転手 - 拝真之介[8]
- おばあさん - 鳳芳野[8]
- 自転車のおじさん- 斉藤洋[8]

### スタッフ
- 原作 - 「ルドルフとイッパイアッテナ」「ルドルフともだちひとりだち」（斉藤洋作、杉浦範茂絵、講談社刊）
- 監督 - 湯山邦彦、榊原幹典
- 脚本 - 加藤陽一
- 音楽 - 佐藤直紀
- 主題歌 - back number「黒い猫の歌」（ユニバーサルシグマ/ユニバーサル ミュージック）[10]
- 製作 - 中山良夫、市川南、鈴木伸育、奥野敏聡、垰義孝、沢桂一、藪下維也、永井聖士、中村美香、堀義貴、熊谷宜和、吉川英作、坂本健
- ゼネラルプロデューサー - 奥田誠治
- エグゼクティブプロデューサー - 門屋大輔
- 企画・プロデュース - 岩佐直樹
- プロデューサー - 坂美佐子、伊藤卓哉、星野恵
- アニメーションプロデューサー - 小林雅士
- プロダクションマネージャー - 富永賢太郎、新山健
- CGスーパーバイザー - 森泉仁智
- アートディレクター - 丸山竜郎
- キャラクターデザイン - 阿波パトリック徹
- シーケンススーパーバイザー - 友岡卓司
- アニメーションディレクター - 池田礼奈
- エフェクトスーパーバイザー - 河村公治
- セット＆プロップ スーパーバイザー - 那須基仁
- キャラクタースーパーバイザー - 石井哲也
- レイアウト スーパーバイザー - 須藤秀希
- ライティングスーパーバイザー - 堀井龍哉
- 音響監督 - 三間雅文
- 配給 - 東宝
- 制作プロダクション - Sprite Animation Studios、OLM、OLM Digital
- 企画・製作幹事 - 日本テレビ放送網
- 製作 - 「ルドルフとイッパイアッテナ」製作委員会（日本テレビ放送網、東宝、講談社、OLM、バンダイ、バップ、讀賣テレビ放送、電通、PPM、ホリプロ、D.N.ドリームパートナーズ、日本出版販売、ローソンHMVエンタテイメント、札幌テレビ放送、宮城テレビ放送、静岡第一テレビ、中京テレビ放送、広島テレビ放送、福岡放送）

### キャッチコピー
1. 「人間は、知らない。ボクらのヒミツ。」
2. 「ぼくらはそれでも前を向く。」

### 受賞・ノミネート
- 第40回日本アカデミー賞 - 優秀アニメーション作品賞[11]
- VFX-JAPANアワード 2017[12][13]
  - 劇場公開アニメーション映画部門 優秀賞

## 舞台

### 劇団たんぽぽ公演
劇団たんぽぽが公演。小学生を対象に1991年から脚本：武井岳史、演出：吉岡敏晴による舞台が、2005年から脚色：久野由美、演出：三亜節朗による舞台が巡演された。2005年開始の公演から引き続き脚色：久野由美、演出：三亜節朗によって、4歳以上を対象にした公演が2021年より巡演されている。

### ACMファミリーシアター公演
2015年10月31日～11月8日に水戸芸術館ACM劇場にて、同施設が名作児童文学を舞台化する人気シリーズのACMファミリーシアターによって舞台を上演した。2016年11月5日〜13日にもスタッフ・出演者の変更なく再演を行った。

#### 出演者
- 塩谷亮
- 大内真智
- 小林祐介
- 澤田考司
- 木村隆之

#### スタッフ
- 脚本：高橋知伽江
- 演出：山下晃彦
- 作曲：片野真吾
- 振付・ステージング：KALAMA WAIOLI

## ミュージカル
1993年7月7日〜11日に俳優座劇場にてミュージカルカンパニー イッツフォーリーズ（上演時はいずみたく記念ミュージカル劇団フォーリーズ）が親と子どものミュージカル「ルドルフとイッパイアッテナ〜ともだちがいるさ〜」として初演。作曲家いずみたくの最期の企画作品としてミュージカル化。現在までに500ステージを超える上演を続ける。

### スタッフ
- 脚本 - 高村美智子（初演時）
- 演出 - 山本隆則（初演時）
- 作詞 - 岩谷時子
- 音楽 - 近藤浩章

## 人形劇
2016年3月20日に亀戸文化センター3Fホールで人形劇団ポポロが、同名タイトルを出使い形式の人形劇として初演する。青、赤、黄、黄緑、深緑に塗られた箱が様々な形に変化する舞台セットで、フリューガボーン、トロンボーン、フルート、メロディオン、パイプフォン、リコーダーなどのさまざまな楽器を演奏して効果音として使用する。同劇団による公演は以後も続いている。

### 出演者
- ルドルフ - 水野沙織
- イッパイアッテナ - 山根禄里
- ブッチー - 川野芽久美
- デビル - 田村竜生
- クマ先生 - 山根起己

### スタッフ
- 原作 - 「ルドルフとイッパイアッテナ」（斉藤洋作、杉浦範茂絵、講談社刊）
- 演出 - くすのき燕 - ウェイバックマシン（2013年4月27日アーカイブ分）（人形芝居燕屋）
- 脚本 - くすのき燕／大沢愛（表現教育研究所）
- 人形美術 - 松本真知子
- 音楽 - TATSUKI
- 照明 - 渡辺賢二

## オペラ
2022年9月8日〜11日にあうるすぽっとにてオペラシアターこんにゃく座が、オペラとして初演を上演。「ね組」と「こ組」の2チーム制で行われた。

### 出演者
ね組 / こ組の順に記載。
- ルドルフ - 小林ゆず子 / 泉篤史
- イッパイアッテナ - 金村慎太郎 / 北野雄一郎
- デビル - 佐藤敏之 / 鈴木あかね
- ブッチー - 西田玲子 / 熊谷みさと

### スタッフ
- 台本 - いずみ凜
- 作曲 - 信長貴富
- 演出 - 立山ひろみ
- 衣裳 - 宮本宣子
- 振付 - 山田うん

## シリーズ作品
- ルドルフともだちひとりだち
- ルドルフといくねこくるねこ
- ルドルフとスノーホワイト
- ルドルフとノラねこブッチー